# Odafe Oweh
Odafe Jayson Oweh (Hackensack, Nueva Jersey, 15 de diciembre de 1998) más conocido como Odafe Oweh, es un jugador profesional estadounidense de fútbol americano que se desempeña en la posición de linebacker en Baltimore Ravens, equipo de la National Football League (NFL).

## Carrera
Fue seleccionado en la primera ronda en la Reunión Anual de Selección de Jugadores de la NFL de 2021. Hizo su debut profesional con el equipo Baltimore Ravens, donde lleva jugando tres temporadas.